# كيكابو
شعب كيكابو (بالإنجليزية Kickapoo، وبلغتهم الأصلية Kiikaapoa أو Kiikaapoi) هي قبيلة من السكان الأمريكيين الأصليين من فرع الألغونكين. يقال أن اسمهم أتى من كلمة بلغة أوجيبوا تعني «يقف هنا وهناك»، في إشارة إلى حياة الترحال التي عاشتها القبيلة، على أن هذا التفسير مشكوك فيه ويعتقد أنه حكاية شعبية لتفسير الاسم.
توجد اليوم ثلاث قبائل كيكابو معترف بها فيدراليا في الولايات المتحدة: قبيلة كيكابو في كانساس، وقبيلة كيكابو في أوكلاهوما، وقبيلة كيكابو في تكساس. ترتبط فرق أوكلاهوما وتكساس سياسيًا مع بعضهم. أتى كيكابو إلى كانساس من جنوب ولاية ميزوري في عام 1832 في عملية تبادل أراضي من محميتهم هناك. حوالي 3000 شخص مسجلون كأعضاء في القبائل. هناك فرقة أخرى، وهي قبيلة كيكابو (بالإسبانية: Tribu Kikapú)، تقيم في بلدية موزكيز في ولاية كواويلا المكسيكية. توجد فرق أصغر في ولايات سونورا ودورانغو.

## التاريخ

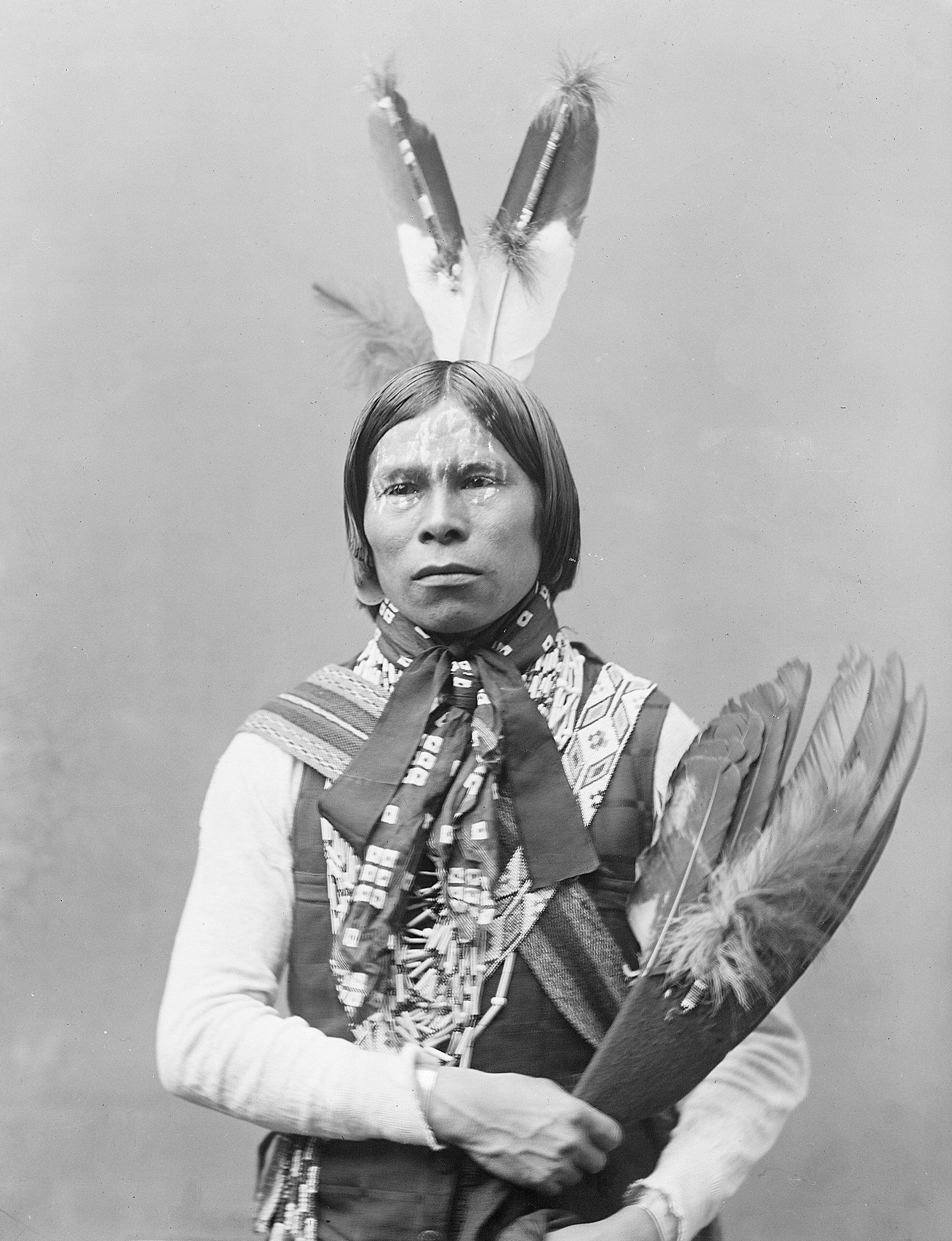
بيب شكيت، زعيم كيكابو ومندوب من الأراضي الهندية، كاليفورنيا حوالي 1900

قبيلة كيكابو هي من الشعوب المتحدثة بلغات الألغونكين ويحتمل أنهم هاجروا أو تطوروا كشعب على نهر واباش في منطقة تير هوت الحديثة بولاية إنديانا. دخلوا في اتحاد مع تحالف واباش الأكبر، والذي شمل قبائل بيانكيشو في الجنوب، وويا في الشمال، وقبيلة ميامي القوية في الشرق. عاشت مجموعة فرعية في منطقة نهر أيوا العليا في شمال شرق أيوا ومنطقة نهر روت في جنوب شرق مينيسوتا في أواخر القرن السادس عشر وأوائل القرن الثامن عشر. ربما عُرفت هذه المجموعة باسم «ماهويا»، والمستمدة من كلمة ذئب في لغة إيلنوا.
حدث أول اتصال أوروبي مع قبيلة كيكابو خلال رحلات لا سال في منطقة إلينوي في أواخر القرن السابع عشر. أنشأ المستعمرون الفرنسيون مراكز لتجارة الفراء في أنحاء المنطقة، بما في ذلك على نهر واباش. وعادة ما كانوا يؤسسون مراكز في قرى القبائل أو بالقرب منها، وتم تأسيس تير هوت كقرية فرنسية. هزم الفرنسيون على يد البريطانيين في حرب السنوات السبع واستولوا المنطقة بعد عام 1763. وزادوا من تجارتهم مع كيكابو.
استحوذت الولايات المتحدة على هذه المنطقة الواقعة شرق نهر المسيسيبي وشمال نهر أوهايو بعد نيلها الاستقلال من المملكة المتحدة. عندما انتقل المستوطنون البيض إلى المنطقة في بداية من أوائل القرن التاسع عشر، وشكلوا ضغطا على الكيكابو. تفاوضوا مع الولايات المتحدة حول أراضيهم في العديد من المعاهدات، مثل معاهدة فينسن، ومعاهدة جروسلاند، ومعاهدة فورت واين. كما باعوا معظم أراضيهم إلى الولايات المتحدة وانتقلوا شمالًا ليستقروا بين قبائل ويا.
أدت التوترات المتصاعدة بين القبائل والولايات المتحدة إلى حرب تيكومسيه في عام 1811. كان الكيكابو أحد أقرب حلفاء تيكومسيه، وشارك العديد من محاربيهم في معركة تيبكانو وكذلك حرب 1812 إلى جانب البريطانيين، على أمل طرد المستوطنين الأمريكيين من المنطقة. أحد أهم القادة الروحيين بين الكيكابو بدعى كينيكوك، وقاد أتباعه أثناء الإبعاد الهندي في ثلاثينيات القرن التاسع عشر إلى أراضيهم القبلية الحالية في كانساس. توفي هناك في عام 1852.
أدت نهاية الحرب إلى تغيير السياسة الهندية الفدرالية في أراضي إنديانا، ثم في ولاية إنديانا لاحقًا. بدأ القادة الأمريكيون يدعون إلى إبعاد القبائل إلى أراضي غرب المسيسيبي، لإخماد مطالبهم بالأراضي التي يريدها المستوطنون الأمريكيون. كانت قبيلة كيكابو من بين القبائل الأولى التي غادرت ولاية إنديانا بموجب هذا البرنامج. قبلوا الأرض في كانساس وإعانة سنوية في مقابل مغادرة أرضهم.

## اللغة

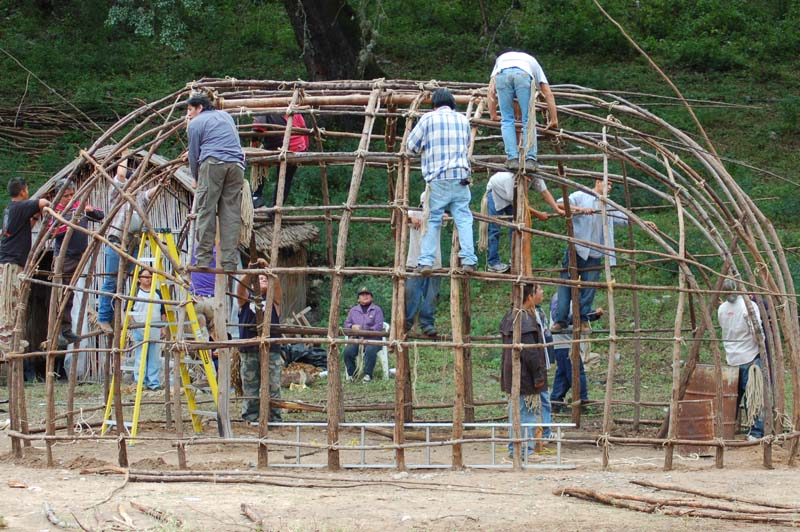
أناس من كيكابو يقومون ببناء منزل شتوي في بلدة ناسيمينتو كواويلا في المكسيك، 2008

تتحدث الكيكابو لغة ألجونكية مرتبطة ارتباطًا وثيقًا بلغات سوك وفوكس. يتم تصنيفها مع الألجونكين الوسطى، وترتبط أيضًا باتحاد إلينوي.
في عام 1985، بدأت مدرسة أمة كيكابو في هورتون، كانساس برنامج لغات للصفوف في المدارس الابتدائية لإحياء استخدام لغة كيكابو من الروضة حتى الصف السادس. تستمر الجهود في تعليم اللغة في معظم مواقع كيكابو. في عام 2010، أصبح برنامج تدريس اللغة في محمية في تكساس "أول نظام أمريكي أصلي ينال شهادة مشروع Texas School Ready! (TSR) في تكساس.
وفي عام 2010 أيضًا، شارك المعهد الوطني للأنثروبولوجيا والتاريخ في المكسيك (INAH) في إعداد أبجدية كيكابو التي يمكن استخدامها من قبل أكثر من 700 عضو من القبيلة التي تعيش في المكسيك والولايات المتحدة. في السابق، لم يتم استخدام أبجدية كيكابو في المكسيك؛ ورغم وجود نظام كتابة مقطعي، إلا أنه لم يملك طريقة لترتيب العناصر أو التنظيم أو التصنيف. يُعرف كيكابو في المكسيك بكلامهم التصفيري.
تتوفر نصوص, وتسجيلات ومفردات عن اللغة.
تم عرض لغة كيكابو وأفراد قبيلة كيكابو في فيلم The Only Good Indian عام 2009، من إخراج جريج ويلموت وبطولة ويس ستودي. وكان سردًا خياليًا عن أطفال الأمريكيين الأصليين الذين أُجبروا على الذهاب إلى المدارس الداخلية الهندية، حيث أجبروا على التحدث باللغة الإنجليزية والتخلي عن ثقافاتهم.

## القبائل والمجتمعات
هناك ثلاث مجتمعات كيكابو معترف بها فدراليا في الولايات المتحدة: واحدة في كنساس، واحدة في تكساس، والثالثة في أوكلاهوما. ترتبط تجمعات كيكابو المكسيكية ارتباطًا وثيقًا بمجتمعات تكساس وأوكلاهوما. تهاجر هذه المجموعات سنويًا بين المواقع الثلاثة للحفاظ على التواصل بينها. في الواقع، فإن فرع تكساس والمكسيك تعتبران نفس الأمة، والتي تسمى كيكابو من كواهويلا/تكساس.

### محمية كيكابو الهندية في كانساس
تقع محمية كيكابو الهندية في كانساس في في الجزء الشمالي الشرقي من الولاية في أجزاء من ثلاث مقاطعات: براون، جاكسون، أتشيسون. تبلغ مساحتها 612.203 كيلومتر مربع (236.373 ميل مربع)، ويبلغ عدد سكانها 4,419 نسمة حسب تعداد عام 2000. أكبر تجمع سكني في المحمية هي مدينة هورتون.

### محمية كيكابو الهندية في تكساس
قع محمية كيكابو الهندية في تكساس في على نهر ريو غراندي على الحدود بين الولايات المتحدة والمكسيك في غرب مقاطعة مافريك جنوب مدينة إيغل باس مباشرةً، كجزء من مجتمع روزيتا ساوث. تبلغ مساحتها 48 هكتار (118.6 فدان) ويبلغ عدد سكانها 420 نسمة حسب تعداد عام 2000. اعترفت لجنة تكساس الهندية رسميًا بالقبيلة في عام 1977.
هناك تجمع كيكابو آخر في مقاطعة مافريك، ويشكل «مجموعة جنوب تكساس الفرعية من قبيلة كيكابو في أوكلاهوما». تمتلك تلك الفرقة 917.79 فدانًا (3.7142 كيلومتر مربع) من الأراضي خارج المحمية في مقاطعة مافريك، أغلبها إلى الشمال من إيغل باس. لديها مكتب في تلك المدينة.

### قبيلة كيكابو في أوكلاهوما

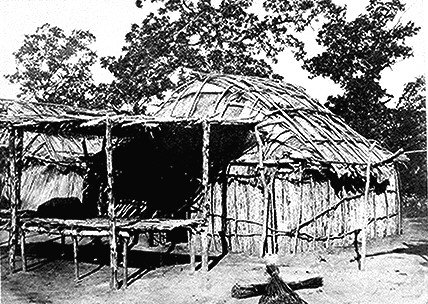
كوخ (ويغوام) كيكابو في أوكلاهوما، حوالي العام 1880.

انتقل العديد من كيكابو جنوبًا إلى المكسيك بعد طردهم من جمهورية تكساس، لكن سكان قريتين استقروا في الإقليم الهندي. استقرت إحدى القرى داخل منطقة تشيكاساو والأخرى داخل منطقة موسكوغي. تم منح هؤلاء محميتهم الخاصة في عام 1883 وأصبحوا معروفين باسم قبيلة كيكابو في أوكلاهوما.
كان عمر المحمية قصيرا. في عام 1893 تم تقسيم أراضيهم القبلية بموجب قانون دوز،  وتم تخصيصها للأسر المنفصلة. تم تفكيك حكومة القبيلة بموجب قانون كورتيس لعام 1898 الذي شجع استيعاب الأمريكيين الأصليين داخل ثقافة الأغلبية. عانى أعضاء القبائل في ظل هذه الظروف.
في ثلاثينيات القرن العشرين شجعت الحكومة الفيدرالية وحكومات الولايات القبائل على إعادة تنظيم حكوماتها. تشكلت قبيلة كيكابو في أوكلاهوما في عام 1936، بموجب قانون الرفاه الهندي في أوكلاهوما.
اليوم يقع مقر قبيلة كيكابو في أوكلاهوما في مدينة ماكلود. تقع منطقتهم القضائية القبلية في مقاطعات أوكلاهوما وبوتاواتومي ولينكون. وبها 2,719 عضو مسجل.

## قراءات أخرى
- Grant Foreman, The Last Trek of the Indians: An Account of the Removal of the Indians from North of the Ohio River, Chicago: University of Chicago Press, 1946
- Arrell M. Gibson, The Kickapoo: Lords of the Middle Border, Norman: University of Oklahoma Press, 1963
- Mager Elisabeth (2017) Ethnic Consciousness in Cultural Survival: The Morongo Band of Mission Indians and the Kickapoo Traditional Tribe of Texas [وصلة مكسورة]. American Indian Culture and Research Journal: 2017, Vol. 41, No. 1, pp. 47–72.
- M. Christopher Nunley, "Kickapoo Indians," in The New Handbook of Texas, Austin: Texas State Historical Association, 1996.
- Muriel H. Wright, A Guide to the Indian Tribes of Oklahoma, Norman: University of Oklahoma Press, 1986
- Joseph B. Herring, Kennekuk: The Kickapoo Prophet, Lawrence: University of Kansas Press, 1988

## وصلات خارجية
- Kickapoo Tribe of Kansas, official website
- Kickapoo Tribe of Oklahoma, official website
- Kickapoo language, alphabet and pronunciation
- Kickapoo Traditional Tribe of Texas, official website
- Matthew R. Garrett, Kickapoo Foreign Policy, 1650–1830, PhD dissertation, University of Nebraska, 2006, at Digital Commons
- Kickapoo Reservation, Kansas and Kickapoo Reservation, Texas نسخة محفوظة 11 فبراير 2020 at Archive.is United States Census Bureau
- "First Nations: Kickapoo", Lee Sultzman Tolatsga]
- "Kickapoo Indians". الموسوعة الكاثوليكية. نيويورك: شركة روبرت أبيلتون. 1913.